# Liste der Kulturdenkmale in Elxleben (Landkreis Sömmerda)
In der Liste der Kulturdenkmale in Elxleben sind alle Kulturdenkmale der thüringischen Gemeinde Elxleben (Landkreis Sömmerda) und ihrer Ortsteile aufgelistet (Stand: 2006).

## Baudenkmale
Einzeldenkmale
| Bild                           | Bezeichnung                                | Lage                             | Datierung | Beschreibung | ID |
| ------------------------------ | ------------------------------------------ | -------------------------------- | --------- | ------------ | -- |
| Fotos hochladen                | Hofanlage                                  | Am Untertor 2 (Karte)            |           |              |    |
| Fotos hochladen                | Gipsöfen                                   | Erfurter Straße 19a (Karte)      |           |              |    |
| Fotos hochladen                | Villa                                      | Erfurter Straße 28 (Karte)       |           |              |    |
| Fotos hochladen                | Brücke über die Mahlgera östlich des Ortes | Gerhart-Hauptmann-Str. (Karte)   |           |              |    |
| Fotos hochladen                | ehemaliges Gut                             | Hofegasse 15 (Karte)             |           |              |    |
| Fotos hochladen                | Hofanlage                                  | Mühlplan 12 (Karte)              |           |              |    |
| Fotos hochladen                | Torfahrt und Pforte                        | Thomas-Müntzer-Straße 27 (Karte) |           |              |    |
| Fotos hochladen                | Hofanlage                                  | Thomas-Müntzer-Straße 30 (Karte) |           |              |    |
| Fotos hochladen                | Pfarrhaus                                  | Thomas-Müntzer-Straße 42 (Karte) |           |              |    |
| weitere Bilder Fotos hochladen | Kirche mit Ausstattung                     | Thomas-Müntzer-Straße 64 (Karte) |           |              |    |